# Reinhart Hevicke

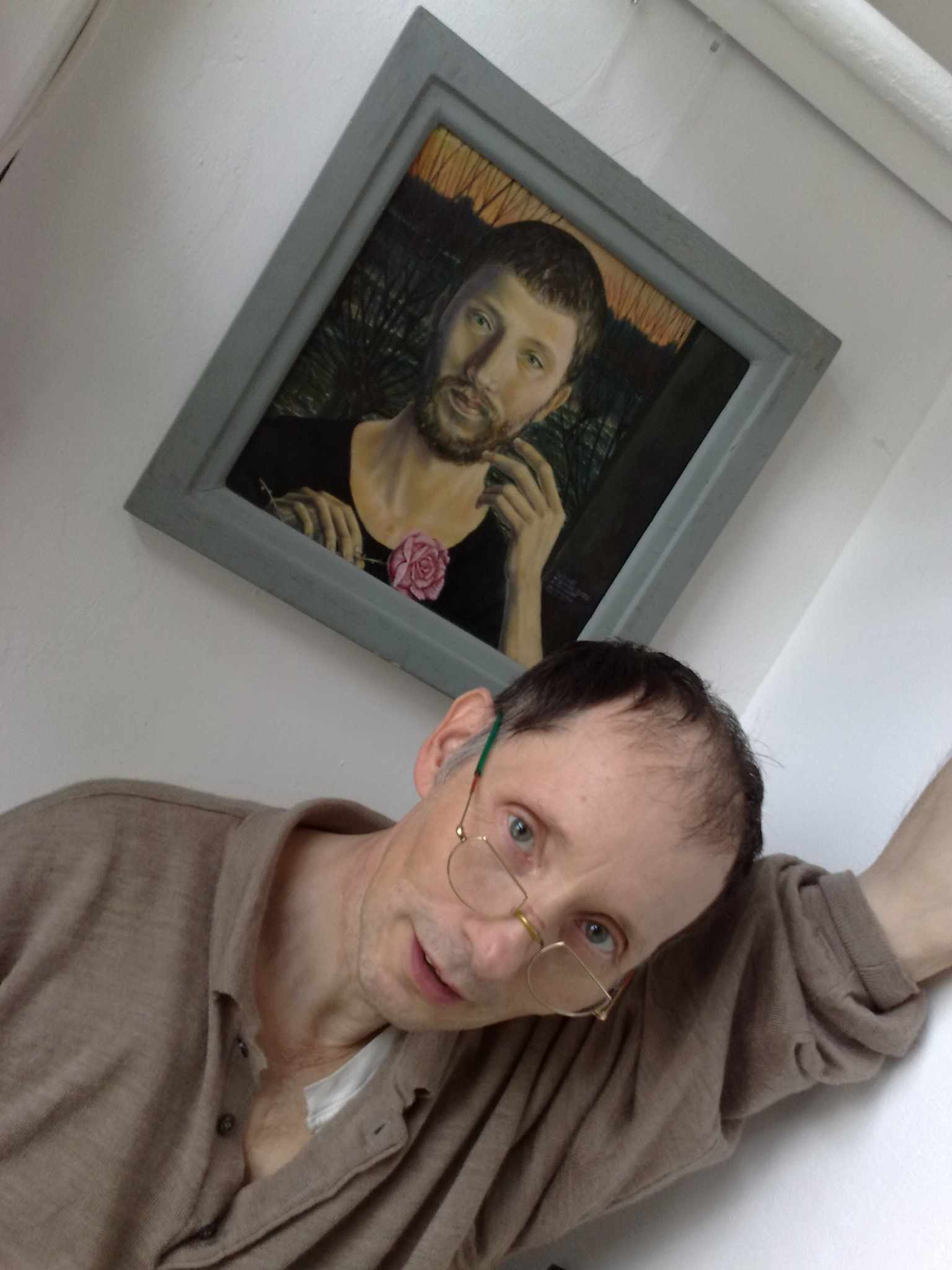
Reinhart Hevicke vor Selbstporträt mit Rose

Reinhart Hevicke, geboren als Reinhard Hübner (* 16. Dezember 1949 in Weimar; † 23. März 2021 in Berlin), war ein deutscher Maler und Buchillustrator.

## Leben
Reinhart Hevicke war Sohn des Regisseurs und Schauspielers Achim Hübner und Neffe des Regisseurs Wolfgang Hübner. Von 1973 bis 1975 studierte er an der Kunsthochschule Berlin-Weißensee. Ab 1975 war Hevicke freiberuflich als Maler und Zeichner tätig. Nach Abschluss seines Studiums wurde Reinhart Hevicke 1978 in den Verband der Bildenden Künste der DDR aufgenommen. Bei der Ausgestaltung der Innenräume des restaurierten Berliner Schauspielhauses beteiligte sich Hevicke mit Farb- und Figurenentwürfen zu den antiken Figuren der Innendecke.
Ab 1979 nahm Reinhart Hevicke an Ausstellungen junger Künstler in Rumänien und Bulgarien teil. 1979, 1981 und 1983 war er in den Berliner Bezirksausstellungen vertreten. Auf der IX. Kunstausstellung der DDR 1982/83 in Dresden hing ein großformatiges Werk des Malers. Auf dieser von zirka einer Million Gästen besuchten Schau bildete sich ein großer Andrang vor diesem ungewöhnlich spitzpinselig gemalten Bild: „Die Rosa- und die Schwarz-Bebrillten“, das die Jury unter Vorsitz von Bernhard Heisig und Gerhard Kettner passiert hatte. Das westdeutsche Magazin „Der Stern“ druckte dieses Werk als Systemkritik ab. Dennoch konnte der Maler weiter ausstellen, so 1984 bei seiner ersten Einzelausstellung und auch 1982/1983 und 1987/1988 zur IX. und X. Kunstausstellung der DDR in Dresden. Das Gemälde mit den Brillenträgern wurde 1993 für die Berlinische Galerie angekauft. Weitere großformatige Bilder hängen unter anderem im Bezirksamt Berlin-Treptow.
1989 kam es zur Zusammenarbeit mit dem Regisseur Leander Haußmann und dem Schauspieler Uwe Dag Berlin, bei der Hevicke als Ausstatter am Mecklenburgischen Landestheater Parchim tätig war. In den frühen 1990er Jahren nahm Hevicke an der Aktion „Künstler zeigen Flagge“ auf dem Berliner Alexanderplatz teil und war in der von Eberhard Roters organisierten Gruppenschau „Ostentativ“ in der Berlinischen Galerie vertreten.
Aus gesundheitlichen Gründen musste Hevicke um die Jahrhundertwende seine Tätigkeit stark einschränken. Vermehrt war er nun als Buchillustrator tätig und widmete sich ausführlich den Illustrationen zur von seinem Vater nachgedichteten Lyrik seines Künstlerfreundes Abul Hasan aus Bangladesch, den er 1974/75 in der DDR kennengelernt hatte. Spätes Ergebnis dieser Freundschaft war das 2014 erschienene Buch „Das kleine Abul Hasan Brevier“. Nach Hevickes Tod erschienen 2021 und 2023 Publikationen in Bangladesch, die seine Freundschaft mit dem dort berühmten Dichter Abul Hasan zum Thema haben.
Von März bis Juni 2023 organisierte das Bezirksamt Berlin-Treptow im Rathaus Johannisthal eine Gedenkausstellung unter der Schirmherrschaft des Bezirksbürgermeisters von Berlin Treptow-Köpenick, Oliver Igel.

## Werke (Auswahl)

### Tafelbilder
- Die Rosa- und die Schwarzbebrillten ( 1980; Acryl, 100 × 140 cm; auf der IX. Kunstausstellung der DDR; Berlinische Galerie)[4]

### Buchillustrationen
- Márton Kalász: Der Rosenmaler, Gedichte, aus dem Ung. von Franz Fühmann und Paul Kárpáti, hrsg. von Paul Alfred Kleinert, Berlin, Nessing’sche Buchdruckerei 2004.
- Achim Hübner: 32 Gedichte aus 64 Jahren, Gedichte, Norderstedt, BoD 2010.
- Achim Hübner: Elvis und Andreas. Roman, Norderstedt, BoD 2010.
- Achim Hübner: Meister Namenlos. Historischer Roman. Norderstedt, BoD 2011.
- Abul Hasan und Achim Hübner (Übertragungen): Das kleine Abul Hasan Brevier, (zugleich Herausgeber), Norderstedt, BoD 2014.
- Steffen Marciniak: HYLAS oder Der Triumph der Nymphe. Eine ephebische Novelle, Berlin, Aphaia Verlag, Berlin 2014.